# Joel Kinnaman
Joel Kinnaman (nome artístico de Charles Joel Nordström; Estocolmo, 25 de novembro de 1979) é um ator sueco radicado nos Estados Unidos. Na Suécia, ficou conhecido com o papel principal no filme Snabba cash, o qual o rendeu um prêmio de melhor ator no festival Guldbagge, e por seu papel como Frank Wagner na série de filmes Johan Falk. Logo se mudou para os EUA, onde Kinnaman ganhou fama com a série de televisão The Killing e filmes como RoboCop (2014), Esquadrão Suicida (2016) e fez o candidato a Presidência, Conway, na 4° temporada da série original Netflix, House of Cards. Em 2018 protagonizou a primeira temporada da série original Netflix Altered Carbon. Desde 2019 ele protagoniza a série For All Mankind onde interpreta o astronauta Ed Baldwin.

## Primeiros anos
Kinnaman nasceu e cresceu em Estocolmo, Suécia. Filho da terapeuta sueca Bitte e o americano Steve Kinnaman (que emigrou para a a Suécia na época da Guerra do Vietnam), ele é judeu por parte de mãe e tem cinco irmãs, uma sendo a meia-irmã e também atriz Melinda Kinnaman. Com duplo passaporte Ele passou um ano fazendo intercâmbio nos Estados Unidos, mais precisamente no estado americano do Texas.

## Carreira
Joel começou sua carreira no ano de 2002, tendo cursado a academia sueca de teatro por cinco anos. Em 2007, uma ambiciosa adaptação para os palcos de Crime e Castigo garantiu a Kinnaman prestígio em seu país. Daí partiu uma concorrida carreira no cinema, incluindo vários filmes da série policial Johan Falk.  Porém foi no ano de 2010 que sua carreira cinematográfica despontou, ao estrelar o filme sueco Snabba cash, onde atraiu a atenção de Hollywood. Para ajudar a alavancar sua carreira na América do Norte ele contratou o mesmo agente de Johnny Depp. Todo o esforço deu certo e em dezembro de 2010 Kinnaman começava a participar de seu primeiro filme americano, The Darkest Hour. Este foi lançado em 2011 junto com outra  produção em que Kinnaman atuou, The Girl with the Dragon Tattoo, adaptação de um romance sueco. Posteriormente foi contratado pela rede AMC para estrelar a série The Killing, no papel do detetive Stephen Holder.
No ano de 2012 Kinnaman participou de Safe House, estreia em Hollywood do diretor de Snabba cash Daniel Espinosa, e foi confirmado para o papel de Alex Murphy/Robocop no remake do filme Robocop dirigido pelo brasileiro José Padilha. A produção foi lançada em 2014.Em 2016 estrelou o filme da DC Comics Esquadrão Suicida, no papel do Coronel Rick Flag.

## Filmografia

### Filmes
| Ano  | Título                          | Papel               |
| ---- | ------------------------------- | ------------------- |
| 2007 | Arn: The Knight Templar         | Sverker Karlsson    |
| 2008 | Arn: The Kingdon at Road's End  | Sverker Karlsson    |
| 2010 | Easy Money                      | Johan "JW" Westlund |
| 2011 | The Darkest Hour                | Skyler              |
| 2011 | The Girl with the Dragon Tattoo | Christer Malm       |
| 2012 | Safe House                      | Keller              |
| 2012 | Lola Verus                      | Luke                |
| 2012 | Easy Money II: Hard to Kill     | Johan "JW" Westlund |
| 2013 | Easy Money III: Life Deluxe     | Johan "JW" Westlund |
| 2014 | RoboCop                         | Alex Murphy/RoboCop |
| 2015 | Run All Night                   | Mike Conlon         |
| 2015 | Knight of Cups                  | Errol               |
| 2015 | Child 44                        | Wasilij Nikitin     |
| 2016 | Suicide Squad                   | Rick Flag           |
| 2016 | Edge of Winter                  | Elliot Baker        |
| 2019 | The Informer                    | Pete Koslow         |
| 2020 | The Sound of Philadelphia       | Michael Flood       |
| 2020 | The Secrets We Keep             | Thomas              |
| 2021 | The Suicide Squad               | Rick Flag           |
| 2023 | Sympathy for the Devil          | The Driver          |
| 2023 | Silent Night                    | Brian Godlock       |

### Televisão
| Ano           | Título          | Papel                        | Notas        |
| ------------- | --------------- | ---------------------------- | ------------ |
| 1990          | Storstad        | Felix Lundström              |              |
| 2008          | Andra Avenyn    | Gustav                       |              |
| 2011-2014     | The Killing     | Stephen Holder               | 44 episódios |
| 2016-2017     | House of Cards  | Will Conway                  | 15 episódios |
| 2018          | Altered Carbon  | Takeshi Kovacs / Elias Ryker | 10 episódios |
| 2019          | Hanna           | Erick Heller                 | 8 epsódios   |
| 2019–presente | For All Mankind | Edward Baldwin               | Protagonista |